# Opció k-95
Opció K-95 es un grupo español de música Oi! originario de Gràcia, un barrio de Barcelona, en Cataluña. Actualmente la banda ha grabado ya varios discos y son conocidos internacionalmente. En cuanto a política, son antifascistas e independentistas catalanes.
La banda surgió en 1995, mediante Raúl (batería), Daniel (bajo) y Carles (Voz), tres de los actuales miembros del grupo. Más tarde se une Jordi (Guitarra). La formación empieza a componer sus primeros temas, de estilo Oi! y streetpunk, influenciados por grupos clásicos del género como Cockney Rejects, The Last Resort, Banda Bassotti o Inadaptats.
Pocos meses después se une a la formación un nuevo miembro, Marc. Con él empiezan a componer temas propios dejando de lado versiones de otros grupos. El 17 de mayo de 1996 dan su primer concierto en Hospitalet de Llobregat, y meses más tarde en sus próximos conciertos el grupo suele actuar con cascos de albañil, en honor al espíritu de la clase obrera.
A finales de 1996 Jordi deja la formación y entra Lluis, un nuevo guitarrista. En noviembre de ese mismo año graban su primera maqueta, que finalmente resulta un CD, titulado "Cap Oportunitat", el cual fue el primer álbum de Oi! editado íntegramente en catalán. 
Con este CD el grupo se da a conocer y empiezan a tocar en distintas poblaciones de Cataluña. En 1998 ya empiezan a compartir cartel con grupos como Brams, Obrint Pas...
El giro viene junto con la incorporación de los nuevos guitarras: Omar Alawi y Omar Marco, que aportan un nuevo carácter al grupo: un sonido a caballo entre el Oi!, el streetpunk y el hardcore punk. Todo ello cristaliza en la edición de tercer álbum, titulado "Terra Cremada", en 2004, un disco contundente y lleno de fuerza que ha sido editado y distribuido en Europa, Canadá, Estados Unidos y América Latina.
Su último trabajo lo publicaron en 2010, y es el álbum "Reneix".

## Miembros actuales
- Carles - voz
- Juani - bajo
- Raül - batería
- Omar A. - guitarra
- Omar M. - guitarra

### Miembros anteriores
- Jordi (1995) - guitarra
- Marc (2002) - guitarra
- Dani (2008) - bajo

## Discografía
- Cap Oportunitat (1997)
- Mai Morirem (2000, publicado también en Estados Unidos y en Canadá)
- Terra Cremada (2004)
- Reneix (2010)

### Participaciones en recopilatorios
- Cinta antirepressiva (1997)
- Libertad para Rafa Ballarin (1997, publicado en España)
- Das ZK empiehlt: Sun, Sea and Socialism (1998, publicado en Alemania)
- International Socialism (1999, EP compartido con Brigada Flores Magón, publicado en Alemania)
- Wir haben ein Welt zu gewinnen (1999, publicado en Alemania)
- Arbúcies 99 (1999)
- Class Pride Worldwide (2000, publicado en Canadá)
- 100% papel del WC - vol. 2 (2000, publicado en España)
- Propaganda Gràcies (2000)
- Revolta Sonora (2000, publicado en España)
- Ya Basta! (2000, publicado en Alemania)
- RASH Madrid (2000, publicado en España)
- Rock per la Independència (2000)
- Compilado RASH Santiago (2001, publicado en Chile)
- Contra la globalització lingüística... Solidaritat amb les escoles de la Catalunya Nord(2001)